# Lista de lugares e coisas com o nome do Papa Francisco
Este artigo é uma lista de lugares e coisas com os nomes do Papa Francisco desde sua posse.

## Lista
- Club Deportivo Papa Francisco, um clube argentino semi-profissional de futebol[1]
- Francis, uma colônia feita por Excelsis Fine Fragrances[2]
- Francis House, uma iniciativa do Hospital Bambino Gesù para mães e crianças carentes[3]
- Francisco, uma balsa de passageiros feita na Austrália[4]
- Papa Francisco, uma avenida da cidade argentina de La Plata[5]
- Pope Francis Complex Center for the Poor, um centro filipino em Palo, Leyte, nas Filipinas, que compreende um lar para idosos, uma clínica, um orfanato e uma capela[6][7]
- Pope Francis Faith Award, um prêmio da Conferência Episcopal da Escócia[8][9]
- Pope Francis Gawad Kalinga Village, um assentamento filipino em Bantayan, Cebu, para sobreviventes do Tufão Haiyan[10][11]
- Pope Francis Center for the Poor em Palo, Leyte, nas Filipinas[12]
- Pope Francis High School, uma escola em Springfield, Massachusetts[13]
- Pope Francis House, uma casa da Habitat for Humanity em Asheville, Carolina do Norte[14]
- Pope Francis Global Academy, uma escola primária católica em Chicago, Illinois[15]
- Pope Francis Catholic School, um novo nome para uma escola primária católica em Toronto, Ontário, no Canadá, como uma fusão das escolas St. Luke e Senhor Santo Cristo em Ossington Village. Primeira escola canadense com o nome dele.
- Viaduto Papa Francisco, um novo nome dado a um viaduto recém-construído na Cidade da Guatemala, Guatemala, em abril de 2015. Ele conecta 2 rodovias importantes na cidade, como a Zona 10 no sul e a rodovia conhecida como Carretera A El Salvador no leste na Cidade da Guatemala.